# روسی ۳۹۶۹
سیارک ۳۹۶۹ (به انگلیسی: 3969 Rossi، نامگذاری:1978TQ8) سه هزار و نهصد و شصت و نهمین سیارک کشف شده‌است که در ۹ اکتبر ۱۹۷۸ کشف شد.
قدر مطلق سیارک برابر ۱۴٫۳۰ است.